# Héctor Pedro Scarone
Héctor Pedro Scarone (26 de novembre, 1898 – 4 d'abril, 1967) fou un destacat futbolista uruguaià dels anys 20.
El principal club on Scarone defensà la samarreta fou el Nacional, tot i que visqué curtes etapes al FC Barcelona, Inter de Milà i Palerm. Amb el Nacional guanyà vuit cops el campionat uruguaià, marcant 301 gols en 369 partits.
Amb 31 gols en 51 encara manté el rècord (a 2008) de gols marcats amb la selecció de l'Uruguai. Fou campió de la Copa Amèrica de futbol quatre cops, dos dels Jocs Olímpics (quan encara no existia el Mundial, i, per tant, el títol olímpic pot ésser considerat com un campionat del món del moment), i de la Copa del Món de 1930.
Un cop retirat fou entrenador. Dirigí al Nacional i al Reial Madrid als anys 50.
El seu germà Carlos també fou un destacat futbolista.

## Palmarès
- Medalla d'or als Jocs Olímpics: (2) 1924, 1928
- Copa del Món de futbol: (1) 1930
- Copa Amèrica de futbol: (4) 1917, 1923, 1924, 1926
- Campionat uruguaià de futbol: (8) 1916, 1917, 1919,1920, 1922, 1923, 1924, 1934